# مارك كلاين (فنان)
مارك كلاين (بالإنجليزية: Mark Cline)‏ هو فنان أمريكي، ولد في 1961.